# Olympische Winterspiele 1972/Teilnehmer (Libanon)
| Gelbes Symbol für Goldmedaillen mit stilisierten Olympischen Ringen | Graues Symbol für Silbermedaillen mit stilisierten Olympischen Ringen | Braundes Symbol für Bronzemedaillen mit stilisierten Olympischen Ringen |
| ------------------------------------------------------------------- | --------------------------------------------------------------------- | ----------------------------------------------------------------------- |
| —                                                                   | —                                                                     | —                                                                       |

Der Libanon nahm an den Olympischen Winterspielen 1972 im japanischen Sapporo mit einem alpinen Schifahrer teil. 
Seit 1948 war es die siebte Teilnahme des Libanon an Olympischen Winterspielen.

## Teilnehmer

### Ski Alpin
- Ghassan Keyrouz
Riesenslalom: 45. Platz – 4:16,30 min
Slalom: DNF